# 歌川芳梅
歌川 芳梅（うたがわ よしうめ、文政2年〈1819年〉 - 明治12年〈1879年〉）とは、江戸時代後期から明治時代にかけての大坂の浮世絵師。

## 来歴
歌川国芳の門人で大坂堀江の人。本姓は中島、名は藤助。歌川の画姓を称し一鶯斎、夜梅楼と号す。天保12年（1841年）頃から大坂で活動を始め、弘化4年（1847年）、江戸に出て歌川国芳に付いて絵を学び、安政4年（1857年）再び大坂へ戻り、役者絵、風景画、風俗画、草双紙の挿絵を描いた。享年61。中井芳滝、岩井梅雪、一梅斎芳峰、梅乃家梅英、梅春など多くの門弟を育て、大坂における国芳派の祖となっており、この時期の大坂における中心的な浮世絵師の一人であった。二代目長谷川貞信も芳梅から教えを受けている。

## 作品
- 『絵本岩見英雄録』初編　読本　※玉藻山人作、嘉永元年（1848年）刊行
- 『大川仁政録』初編　読本　※松亭金水作、安政元年 - 安政4年刊行
- 「おはつ・嵐徳三郎」　大判錦絵　※天保12年正月、大坂大西芝居『加賀見山廓写本』より
- 「北畠主計頭・片岡我童」　大判錦絵2枚続のうち　池田文庫所蔵　※天保13年3月、大西芝居『花都矢数誉』より
- 「高ノ師直・片岡市蔵　桃井若狭之助・実川延三郎　ゑんや判官・三枡大五郎」　中判錦絵3枚組　江戸東京博物館所蔵　※嘉永元年3月、大坂中の芝居『いろは仮名四十七訓』より
- 「滑稽浪華五十景」　中判錦絵揃物　※安政頃、含粋亭芳豊との合作
- 「浪花名所之内　九軒之図」　大判錦絵　太田記念美術館所蔵